# Coeini
Coeini es una tribu de lepidópteros de la familia Nymphalidae.

## Géneros
Contiene los siguientes géneros:
- Baeotus Hemming, 1939
- Colobura Billberg, 1820
- Historis Hübner, 1819
- Pycina Doubleday, 1849
- Smyrna Hübner, 1823
- Tigridia Hübner, 1819 (a veces en Nymphalini)